# フレデリック・ヴィクター・ディキンズ
フレデリック・ヴィクター・ディキンズ（Frederick Victor Dickins、1838年 - 1915年）は、イギリスの日本文学研究者、翻訳家。イギリス海軍軍医、領事館弁護士として来日し、帰国後はロンドン大学の事務局長（副学長）を務めたが、初の本格的英訳とされる『百人一首』をはじめ、『竹取物語』『忠臣蔵』『方丈記』などを英訳し、日本文学の海外への紹介に先駆的な役割を果たした人物として知られる。ハリー・パークス、アーネスト・サトウとも交流があり、南方熊楠も、熊楠が翻訳の手助けをする代わりにイギリス留学中の経済的支援を受けるなど、深い交流があった。

## 略歴
ロンドン大学で医学を専攻し、1859年にイングランド王立外科医師会所属の医師となる。1862年にイギリス海軍の船医となり、1864年10月から1866年2月まで横浜に駐在。一旦帰国し、1867年にミドル・テンプルに入学し、1870年に法廷弁護士となる。1871年に再来日し、英国領事裁判所で働く。1872年のマリア・ルス号事件の際には、ペルー人船長の弁護を務めた。1878年に体調を崩したため、翌1879年に妻と子供らとともに帰国。1882年にロンドン大学の事務局長補佐となり、1896年に事務局長に昇格。1901年の退官後は、ウィルトシャーの村で暮らし、1915年に亡くなった。ブリストル大学の日本語講師でもあった。晩年は日本のことに人生を捧げたことを後悔していたという。

## 著書
- "Hyakunin Isshu（『百人一首』）" 1866年[6]
- "Chushingura, or The Royal League. a Japanese romance （『忠臣蔵』）" 1875年[4]
- "The Bamboo-Hewer's Story or The Tale of Taketori（『竹取物語』）" 1875年[4]
- "Fugaku Hiyaku-kei, Or, A Hundred Views of Fuji （Fusiyama）（『富嶽百景』）"[7]
- "Primitive and Medieval Japanese Texts"1906年[4]
- "Hojoki:Notes from a Ten Feet Square Hut（『方丈記』）" 1921年 [8]
- 『パークス伝 日本駐在の日々』 高梨健吉訳（平凡社東洋文庫 1984年）、電子書籍も刊

## 関連文献
- ディキンズ, F.V. 著、岩上はる子、コーニッキ, ピーター編集・解説 編『F.V.ディキンズ書簡英文翻刻・邦訳集 アーネスト・サトウ、南方熊楠（他）宛』日本英学史学会、2011年7月。ISBN 9784861661440。 NCID BB06241940。